# Iassus pubipennis
Iassus pubipennis är en insektsart som beskrevs av Lethierry 1890. Iassus pubipennis ingår i släktet Iassus och familjen dvärgstritar. Inga underarter finns listade i Catalogue of Life.